# لوكاس ماركوس ميريلس
لوكاس ماركوس ميريلس (مواليد 22 سبتمبر 1995) هو لاعب كرة قدم برازيلي.

## وصلات خارجية
- لوكاس ماركوس ميريلس على موقع رابطة كرة القدم اليابانية للمحترفين (اليابانية)
- لوكاس ماركوس ميريلس على موقع قاعدة بيانات كرة القدم.إي يو (الإنجليزية)
- لوكاس ماركوس ميريلس على موقع Soccerway.com (الإنجليزية)
- لوكاس ماركوس ميريلس على موقع عالم كرة القدم.نت (الإنجليزية)